# Ферезёво (Орловская область)
Ферезёво — деревня  в Дмитровском районе Орловской области. Входит в состав Долбенкинского сельского поселения. Постоянное население — 1 человек (2010 год).

## География
Расположена в 10 км к юго-востоку от районного центра — Дмитровска, по обоим берегам реки Нессы, притока Неруссы. Через деревню проходит автомобильная дорога 54К-77 «Железногорск—Дмитровск». Высота над уровнем моря — 227 м. Ближайший населённый пункт — село Трофимово.

## Этимология
Историческое название деревни Ферязева произошло от названия древнерусской одежды — ферязя.

## История
Деревня Ферезёво упоминается со 2-й половины XVII века среди селений Радогожского стана Комарицкой волости. По переписи 1705 года в деревне было 22 двора (20 «жилых» и 2 бобыльских), проживало 130 человек (в том числе 34 недоросля, 13 человек на военной службе). По переписи 1707 года в Ферезёво было 22 двора (19 «жилых», 3 пустых, 1 двор мельника), проживало 75 человек (в том числе 12 недорослей). 
По данным 3-й ревизии 1763 года часть деревни принадлежала Кантемирам (93 души мужского пола), часть — Трубецким (28 душ мужского пола). 
По данным 5-й ревизии 1797 года часть деревни принадлежала Безбородко (168 душ мужского пола), часть — Волконским (33 души мужского пола). 
По данным 10-й ревизии 1858 года деревня принадлежала князю Николаю Алексеевичу Лобанову-Ростовскому. Здесь ему принадлежало 202 крестьянина мужского пола. 
В 1866 году в бывшей владельческой деревне Ферезёво было 33 двора, проживали 419 человек (202 мужского пола и 217 женского), действовали 6 маслобоен. Через деревню проходила дорога из Дмитровска в Фатеж. 
В 1877 году в Ферезёво было 70 дворов, проживало 512 человек. В то время деревня входила в состав Соломинской волости Дмитровского уезда Орловской губернии. К 1882 году была передана в Долбенкинскую волость В 1894 году в Ферезёво было 90 дворов, проживало 573 человека. В то время деревня была частью имения князя Лобанова-Ростовского. 
В 1897 году в Ферезёво проживал 671 человек (339 мужского пола и 332 женского); всё население исповедовало православие. Деревня была частью прихода Воздвиженского храма села Трофимово.
В начале XX века из-за роста численности населения и недостатка земли часть жителей деревни выселилась в посёлок Пролетарский. 
В 1926 году в Ферезёво было 78 дворов, проживало 448 человек (211 мужского пола и 237 женского), действовала школа 1-й ступени и кооперативное торговое заведение III-го разряда. В то время деревня входила в состав Трофимовского сельсовета Долбенкинской волости Дмитровского уезда. 
В 1937 году в Ферезёво было 62 двора. 
Во время Великой Отечественной войны, с октября 1941 года по август 1943 года, деревня находилась в зоне немецкой оккупации. 
По состоянию на 1945 год в Ферезёво действовал колхоз «Красносельский».

## Население
| 1866 | 1877 | 1897 | 1926 | 1979 | 2002 | 2010 |
| ---- | ---- | ---- | ---- | ---- | ---- | ---- |
| 419  | ↗512 | ↗671 | ↘448 | ↘25  | ↘3   | ↘1   |

## Персоналии
- Жариков, Анатолий Максимович (1920—1979) — участник Великой Отечественной войны, Герой Советского Союза.